# Golfo Pagasético

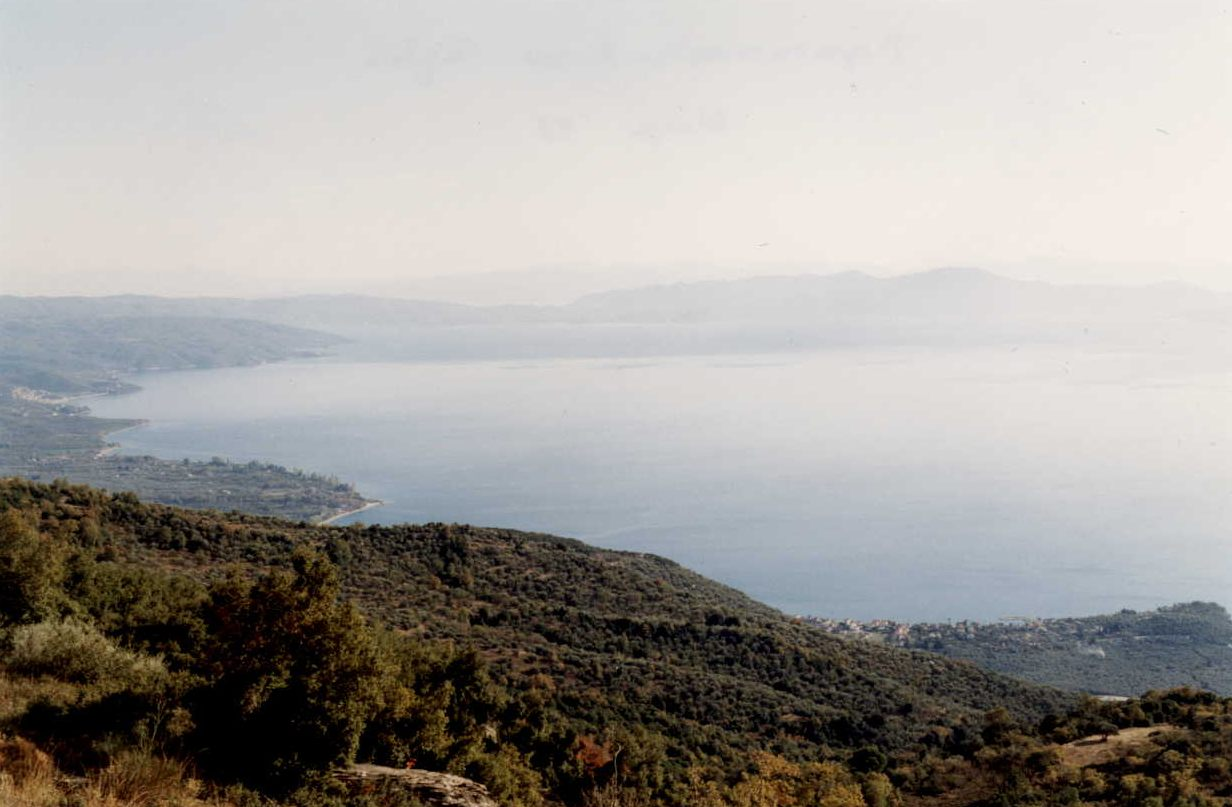
El lado oriental del golfo visto desde la carretera que une las localidades de Agios Georgios Nileias y Pinakates

El golfo Pagasético o golfo de Volos (en griego: Παγασητικός κόλπος,  Pagasitikós kólpos)  es un pequeño golfo del mar Egeo localizado en la unidad periférica de Magnesia, en la periferia de Tesalia. Los antiguos griegos lo denominaban golfo pelásgico, nombre derivado de la antigua ciudad de Pagasas.
Está formado por la península del monte Pelión y su profundidad máxima es de 102 metros. Comunica con el golfo de Eubea y el golfo Maliaco mediante el estrecho de Orei, un ancho brazo de mar de 4 kilómetros. Su principal puerto es Volos. El golfo está casi cerrada por el sur, siendo su forma cuadrangualar, de 30 km de longitud y 30 km de anchura, con varios entrantes. Hay una pequeña isla, Paleo Trikeri, localizado cerca de la boca meridional.

## Lugares en el golfo
Los principales lugares en las riberas del golfo son (en orden horario):
- Amaliapolis, W, puerto
- Alos, W, sin puerto
- Almyros, W, sin puerto
- Nea Anchialos, NW,  playa, puerto
- Pagasae, NW, sin puerto
- Demetrias, NW, sin puerto
- Iolkos, NW, sin puerto
- Volos, N, puerto principal
- Agria, NE, playas, puerto
- Neochori, E, sin puerto,
- Argalasti, E, sin puerto, playas (Lefokastro, Kalamos, Horto)
- Milina, SE, sin puerto, playas
- Trikeri, S, puerto en  Agia Kyriaki, playas

## Historia
Cuando la convención de Londres de 1832 declaró a Grecia como reino independiente, la frontera norte se fijó en el golfo de Volos al este y en el de Arta al oeste.